# Henri De Smeth
Henri De Smeth, né à Anvers le 31 octobre 1865 et mort à Brasschaat le 17 novembre 1940, est un peintre, et un illustrateur belge.
Son champ pictural couvre les scènes de genre, et d'intérieurs, la peinture religieuse, les portraits, les paysages. Il est, en 1886, membre du collectif anversois Arte et Labore, et, en 1891, l'un des membres fondateurs du cercle artistique Les XIII.

## Biographie

### Famille
Henri (Cornelius Henricus) De Smeth, né à Anvers le 31 octobre 1865, est l'aîné des quatre enfants de Petrus Josephus De Smeth (1841-1920), professeur natif de Sterrebeek, conseiller provincial et échevin catholique à Borgerhout, et d'Aldegondis Maria Blox (1840-1909), également professeur, native de Borgerhout, où ils se sont mariés le 17 novembre 1864,.

### Formation
Après des études qu'il commence en 1877 au collège Notre-Dame d'Anvers, Henri De Smeth est artistiquement formé par Auguste De Lathouwer, puis, en 1881, par Louis Hendrix. Dans l'atelier de ce dernier, il se lie d'amitié avec le peintre Romain Looymans. Il expose au Salon de Gand de 1886 À La recherche d'une pose et L'Amateur qui rencontrent le succès, avant de se faire connaître davantage à l'Exposition universelle de Paris de 1889, où il obtient une distinction,.

### Carrière
En 1886, Henri De Smeth devient l'un des artistes du cercle anversois Arte et Labore, poursuivant comme objectif l'organisation d'expositions d'art. Il adhère au collectif Als ik Kan et, en 1891, il est l'un des membres fondateurs du cercle artistique Les XIII,. En 1897, il remporte avec Romain Looymans le premier prix au concours d'Enluminure littéraire .
Un séjour en Zélande en 1890 lui permet de découvrir la peinture de plein air. Il se met dès lors à peindre des paysages. En 1897 il obtient le premier prix à un concours d'illustration grâce à ses vignettes réalisées pour l'œuvre du romancier Hendrik Conscience. 
Atteint d'une cécité totale, en 1908, il est contraint de cesser la peinture et se consacre à l'écriture de poèmes, comme Ode à la Lumière  et Kermesse. Le Cercle artistique de Bruxelles organise en son honneur, en 1909, une exposition rétrospective de cinquante de ses toiles. Au Salon d'Anvers de 1911, son tableau La Consultation est exposé dans le salon d'honneur,,,.
Henri De Smeth, meurt, célibataire, à Brasschaat, à l'âge de 75 ans, le 17 novembre 1940.

## Œuvres

### Caractéristiques

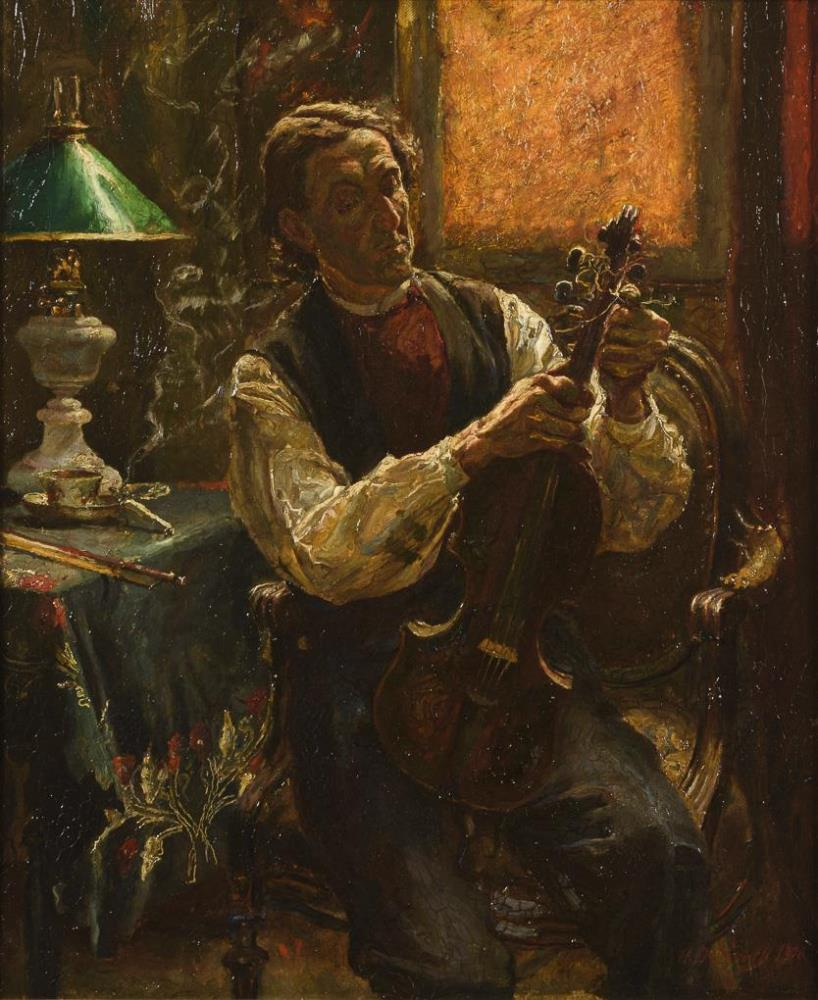
Le Violoniste (1900).

Le champ pictural d'Henri De Smeth, couvre les scènes de genre, et d'intérieurs, la peinture religieuse, les portraits, les paysages. Il est reconnu comme un coloriste solide et pour sa maîtrise du rendu des étoffes et de la belle matière qui rappelle le talent d'Henri de Braekeleer et d'Alfred Stevens. Georges Eekhoud l'appelle « Le peintre du faste, des intérieurs cossus, dans lesquels règne aussi une atmosphère de bien-être […] qui accorde le chromatisme de la couleur avec les gradations de la lumière. »

Lorsqu'à la demande de ses amis artistes, en mai 1904, il bénéficie d'une exposition personnelle à la salle des Variétés, place de Meir à Anvers, le critique du quotidien Le Matin écrit : 

« Henri De Smeth est pratiquement inconnu du public anversois. [Il] n'encombra jamais la rampe de nos expositions triennales ou universelles. Il se contenta d'y envoyer un nombre très restreint de tableaux, mais tous portaient la marque d'un talent original et le firent apprécier par les artistes, ses collègues. Peu à peu, son talent prit plus d'ampleur. […] Dans tous ses tableaux, on constate le travail d'un artiste consciencieux que les difficultés ne rebutent pas. […] Les paysages zélandais sont frais et riants. De Smeth a rendu avec infiniment de justesse le pays si poétique et les habitants si pittoresques de cette belle contrée. »

### Expositions

#### Expositions triennales belges
- Salon de Gand (XXXIII) de 1886 : À la recherche d'une pose et L'Amateur[4].
- Salon de Bruxelles de 1887 : En repos[15].
- Salon d'Anvers de 1888 : Portrait, Le Marchand de tableaux et La Toilette[16].
- Salon de Gand (XXXIV) de 1889 : Dolce farniente et Une explication[17]
- Salon d'Anvers de 1891 : Une réprimande[18].
- Salon de Gand (XXXV) de 1892 : En ribotte et Une nouvelle intéressante[19].
- Salon de Bruxelles de 1893 : Une Réprimande, Idées noires et Le Bassin de batelage au Dam à Anvers[20].
- Salon de Gand (XXXVI) de 1895 : La Consultation et Le Verger. Zélande[21].
- Salon de Bruxelles de 1897 : La Consultation et La Vachère (Zélande)[22].
- Salon de Gand (XXXVII) de 1899 : Matinée d'été. Zélande, Sur la digue et Une charge de bois[23].
- Salon de Bruxelles de 1900 : Le Peintre amateur, Avant le bal, Étude et Dans les broussailles[24].
- Salon de Gand (XXXVIII) de 1902 : Au miroir et L'Armoire à glace[25].
- Salon de Bruxelles de 1903 : Le Salon et Au miroir[26].
- Salon d'Anvers de 1904[27].
- Salon d'Anvers de 1911 : La Consultation[12].

#### Expositions du cercle Arte et Labore

Le Compte de la tailleuse, Musée royal des Beaux-Arts d'Anvers (1901).

- Exposition Arte et Labore en février 1887[28].
- Exposition Arte et Labore de 1889[29].
- Exposition Arte et Labore de 1891[30].
- Exposition Arte et Labore de 1896[31].
- Exposition Arte et Labore de 1898[32].
- Exposition Arte et Labore de 1900 : Le Photographe[33].
- Exposition Arte et Labore de 1901 : huit toiles dont : Las d'attendre, Le Compte de la tailleuse et La Boîte à bijoux[34].
- Exposition Arte et Labore de 1902 : Chemin sablonneux, L'Armoire à glace et Chantier naval[35].
- Exposition Arte et Labore de 1903[36].
- Exposition Arte et Labore de 1904[37].
- Exposition de Arte et Labore de 1906 : Rêverie mystique[38].

#### Autres expositions belges
- 1er Salon des XIII à Anvers en 1891[39].
- 2e Salon des XIII à Anvers en 1892[40].
- 4e Salon des XIII à Anvers en 1895[41].
- Salle des Variétés, place de Meir à Anvers du mai au 5 juin 1904 : exposition exclusive de l'œuvre de Henri De Smeth[14].
- Cercle artistique de Bruxelles, du 30 octobre au 9 novembre 1909 : exposition rétrospective des œuvres de Henri De Smeth, une cinquantaine de toiles majeures de l'artiste sont présentes : La Consultation, La Toussaint, Mercredi des cendres, Armoire à glace,…[11].

#### Expositions européennes
- Exposition universelle de Paris de 1889[3].
- Salon des artistes français de 1890 : Dolce Farniente[42].
- Salon des artistes français de 1892 : Une réprimande[43].
- Exposition universelle d'Anvers de 1894 : Le Fumeur[44].
- Exposition des arts anciens et modernes de Bordeaux en 1895 (XIII) : La Toilette et Le Fumeur[45].
- Salon des artistes français de 1895 : La Consultation[46].
- Salon des artistes français de 1898 : Le Jour des morts et Mercredi des cendres[47].

### Collections muséales
- Le Retour à la sacristie, au Musée royal des Beaux-Arts d'Anvers[10].
- Six dessins pour illustrer les œuvres d'Hendrik Conscience, au Musée royal des Beaux-Arts d'Anvers[9].